# Токарев, Владимир Фёдорович
Влади́мир Фёдорович То́карев (10 февраля 1918, Александровск-Грушевский, область Войска Донского — 25 августа 1988, Ленинград) — советский живописец, член Ленинградского Союза художников.

## Биография
Родился 10 февраля 1918 года в городе Александровск-Грушевский (с 1921 года носит название Шахты, ныне в Ростовской области). Родители — крестьяне вскоре после этого переехали в Ростов-на-Дону в поисках работы. В 1939—1948 учился в Ростовском художественном училище (с перерывом в 1941—1945). Участник Великой Отечественной войны, в 1941 году был мобилизован в Красную Армию, с 1942 по 1945 год находился в плену в Норвегии, в 1945 году был освобождён, реабилитирован.
В 1946 вернулся к учёбе в Ростовском училище, которое окончил в 1948 году. В том же году поступил на живописный факультет Ленинградского института живописи, скульптуры и архитектуры имени И. Е. Репина, который окончил в 1954 году по мастерской Михаила Авилова и Юрия Непринцева с присвоением квалификации художника живописи. Дипломная работа — картина «Вода идёт».
Участвовал в выставках с 1954 года, экспонируя свои работы вместе с произведениями ведущих мастеров изобразительного искусства Ленинграда. Писал портреты, жанровые картины, пейзажи, натюрморты. В 1955 году был принят в члены Ленинградского Союза художников. В 1958—1961 работал художественным руководителем в Доме творчества «Академическая дача» им. И. Е. Репина. С 1970 года жил и работал постоянно в собственном доме-мастерской в деревне Кишарино Калининской области, рядом с Академической дачей.
Скончался 25 августа 1988 года на 71-м году жизни.

## Выставки
Участвовал в художественных выставках с 1948 года, в том числе в проходивших в Москве в 1955 и 1960 годах Всесоюзных художественных выставках.
В 1980 году персональные выставки Владимира Токарева были показаны в Москве и Ленинграде.
В 1980—1981 годах персональные выставки прошли в городах: Липецк, Тула, Белгород, Орёл, Ростов-на-Дону, Ставрополь, Ульяновск, Смоленск, Самара, Тверь, Иваново, Калининград, Петрозаводск, Архангельск, Вятка, Челябинск, Курган, Тюмень, Омск, Новосибирск, Новокузнецк, Красноярск, Иркутск, Улан-Удэ, Чита, Хабаровск, Владивосток, Находка, Элиста, Ижевск.
В 1989—1992 годах работы В. Ф. Токарева с успехом были представлены на выставках и аукционах русской живописи «L' Ecole de Leningrad» во Франции. В 1996 году в городе Вышний Волочок прошла выставка произведений художника.
Его картины находятся в собраниях российских и зарубежных музеев: Государственного Русского музея, Государственной Третьяковской галереи, Калининградского художественного музея, Киевского музея русского искусства, Музея изящных искусств в Санкт-Петербурге, Псковского художественного музея, Владивостокского музея современного искусства, Художественного музея в Ростове-на-Дону, а также в частных коллекциях в России и за рубежом. Известны живописные портреты В. Токарева, исполненные в разные годы ленинградскими художниками, в том числе Б. М. Лавренко (1983). Стараниями семьи художника, Александры Феликсовны Токаревой и дочери Наташи, сохранилась небольшая часть его творческих работ.